# Хелертсхаузен
Хелертсхаузен (њем. Hellertshausen) општина је у њемачкој савезној држави Рајна-Палатинат. Једно је од 96 општинских средишта округа Биркенфелд. Према процјени из 2010. у општини је живјело 212 становника. Посједује регионалну шифру (AGS) 7134037.

## Географски и демографски подаци
Хелертсхаузен се налази у савезној држави Рајна-Палатинат у округу Биркенфелд. Општина се налази на надморској висини од 470 метара. Површина општине износи 7,5 km². У самом мјесту је, према процјени из 2010. године, живјело 212 становника. Просјечна густина становништва износи 28 становника/km².